# Анемоне
Анемоне (Anemone), известен още като съсънка (неправилно наричан анемония), е род цъфтящи растения от семейство Лютикови (Ranunculaceae), родом от умерените зони. Родът е тясно свързан с няколко други рода като Pulsatilla и Hepatica, като някои ботаници включват и двата рода в рамките на Anemone.

## Етимология
Според Оксфордския английски речник, гръцката дума ἀνεμώνη (anemōnē) означава „дъщеря на вятъра“, от ἄνεμος (ánemos, „вятър“) + женски патронимичен суфикс -ώνη (-ṓnē, така че „дъщеря на“). Метаморфозите на Овидий разказват, че растението е създадено от богинята Венера, когато тя поръсила нектар върху кръвта на мъртвия си любовник Адонис.
Името „вятърно цвете“ (windflower) се използва за целия род, както и за горското анемоне (Anemone nemorosa), защото се движи и при най-слабия полъх на вятъра.

## Описание
Анемоните са многогодишни растения, които имат основни листа с дълги листни стъбла, които могат да бъдат изправени или стърчащи. Листата са прости или сложни с лопатовидни, разделили се или неразделени листни остриета. Границите на листата са назъбени или цели.
Цветята с 4 – 27 чашелистчета се получават поединично, в цими от 2 – 9 цветя или в чадъри, над струпване на листни или сепаровидни прицветници. Чашелистите могат да бъдат от всякакъв цвят. Пистилите имат един овул. Цветовете имат нектари, но венчелистчетата липсват при повечето видове.
Плодовете са с яйцевидни форми, които се събират заедно в стегнат куп, завършващи с различно удължени стъбла; въпреки че много видове имат седалищни клъстери, завършващи стъблата. Ахените са с клюн, а някои видове имат привързани към тях косъмчета.
Общо наименование на анемоните е „вятърни цветя“. Анемонът произлиза от гръцката дума anemoi, която на английски означава „ветрове“.

## Видове
Съществуват 76 вида цъфтящи многогодишни растения от рода анемоне според Plants of the World Online:
- Anemone afghanica Podlech
- Anemone alaschanica (Schipcz.) Borodina
- Anemone angustiloba H.Eichler
- Anemone baissunensis Juz. ex M.M.Sharipova
- Anemone begoniifolia H.Lév. & Vaniot
- Anemone berlandieri Pritz.
- Anemone biflora DC.
- Anemone brachystema W.T.Wang
- Anemone brevistyla C.C.Chang ex W.T.Wang
- Anemone bucharica (Regel) Finet & Gagnep.
- Anemone caroliniana Walter
- Anemone cathayensis Kitag. ex Tamura
- Кичеста съсънка (Anemone coronaria) L.
- Anemone cylindrica A.Gray
- Anemone debilis Fisch. ex Turcz.
- Anemone decapetala Ard.
- Anemone drummondii S.Watson
- Anemone edwardsiana Tharp
- Anemone flexuosissima Rech.f.
- Anemone fulingensis W.T.Wang & Z.Y.Liu
- Anemone fuscopurpurea H.Hara
- Anemone glazioviana Urb.
- Anemone hemsleyi Britton
- Anemone hokouensis C.Y.Wu ex W.T.Wang
- Павонска съсънка (Anemone hortensis L.)
- Anemone howellii Jeffrey & W.W.Sm.
- Anemone imperialis Kadota
- Anemone koraiensis Nakai
- Anemone lacerata (Y.L.Xu) Luferov
- Anemone laceratoincisa W.T.Wang
- Anemone liangshanica W.T.Wang
- Anemone lithophila Rydb.
- Anemone lutienensis W.T.Wang
- Anemone milinensis W.T.Wang
- Anemone motuoensis W.T.Wang
- Anemone multifida Poir.
- Anemone nutantiflora W.T.Wang & L.Q.Li
- Anemone ochotensis (Fisch. ex Pritz.) Fisch.
- Anemone okennonii Keener & B.E.Dutton
- Anemone orthocarpa Hand.-Mazz.
- Anemone palmata L.
- Anemone parviflora Michx.
- Anemone pavoniana Boiss.
- Anemone pendulisepala Y.N.Lee
- Anemone petiolulosa Juz.
- Anemone poilanei Gagnep.
- Anemone raui Goel & U.C.Bhattach.
- Anemone robusta W.T.Wang
- Anemone robustostylosa R.H.Miao
- Anemone scabriuscula W.T.Wang
- Anemone seravschanica Kom.
- Anemone somaliensis Hepper
- Anemone sumatrana de Vriese
- Anemone taipaiensis W.T.Wang
- Anemone tamarae Kharkev.
- Anemone thomsonii Oliv.
- Anemone tibetica W.T.Wang
- Anemone triternata Vahl
- Anemone truncata (H.F.Comber) Luferov
- Anemone tschernaewii Regel
- Anemone tuberosa Rydb.
- Anemone virginiana L.
- Anemone xingyiensis Q.Yuan & Q.E.Yang

Извън списъка „Plants of the World Online“, но отново видове анемоне:
- Бяла съсънка (Anemone nemorosa)
- Гълъбови очички (Anemone hepatica)
- Горска съсънка (Anemone sylvestris)
- Канадска съсънка (Anemone canadensis)
- Лютиковидна съсънка (Anemone ranunculoides)
- Нарцисоцветна съсънка (Anemone narcissiflora)
- Полска съсънка (Anemone pulsatilla)
- Анемония бланда (Anemone blanda)
- Anemone hupehensis

## Анемоните в културата
Анемоните имат няколко различни значения в зависимост от културата и контекста, в който се използва цветето.
Няколко от западните значения на анемоновите цветя се отнасят към гръцката митология за произхода на анемоновото цвете с участието на Адонис и Афродита. Богинята Афродита държала смъртния човек Адонис като любовник; когато Адонис е бил отбит от глиган, сълзите на Афродита при смъртта му се смесили с кръвта му и породили анемонето. В други версии глиганът бил изпратен от други ревниви гръцки богове да убият Адонис. Тези истории за произхода отразяват класическите двойни значения на пристигането на пролетните ветреци и смъртта на любим човек.
На викторианския „език на цветята“ анемонето представлява изоставена любов от всякакъв вид, докато европейските селяни ги носят за да отблъснат вредители и болести, както и лош късмет.
В други култури значенията се различават. В китайските и египетските култури цветето на анемонето се считало за символ на болестта поради оцветяването му. Анемонето може да бъде символ на лош късмет в източните култури. Японското анемоне може да бъде свързано с лоши вести.